# Charles Baron Clarke
Charles Baron Clarke (Andover, 17 giugno 1832 – Londra, 25 agosto 1906) è stato un botanico inglese.

## Biografia
Charles Baron Clarke nacque ad Andover il 17 giugno 1832. Studiò alla King's College School di Londra e al Trinity e al Queens' College di Cambridge. Iniziò gli studi di giurisprudenza al Lincoln's Inn nel 1856 e ricevette l'abilitazione nel 1860. 
Trasferitosi in India, insegnò matematica presso il Presidency College di Calcutta dal 1857 al 1865. Clarke fu ispettore delle scuole nel Bengala orientale e successivamente in India, e sovrintendente del giardino botanico di Calcutta dal 1869 al 1871. Si ritirò dall'Indian Civil Service nel 1887. Fu presidente della Linnean Society dal 1894 al 1896 e fu eletto membro della Royal Society nel 1882. Lavorò ai Royal Botanic Gardens Kew fino alla sua morte nel 1906.
Clarke ha dato il nome scientifico a molte pante, come l'Iris clarkei.

## Opere
- The Cyperaceae of Costa Rica
- On the Indian species of Cyperus: with remarks on some others that specially illustrate the sub-divisions of the genus
- Illustrations of Cyperaceae
- Cyperaceae of the Philippines: a list of the species in the Kew Herbarium
- Philippine Acanthaceae
- The Subsubareas of British India
- Speculations From Political Economy
- A list of the flowering plants, ferns, and mosses collected in the immediate neighbourhood of Andover